# Sedum parvisepalum
Sedum parvisepalum är en fetbladsväxtart. Sedum parvisepalum ingår i Fetknoppssläktet som ingår i familjen fetbladsväxter.

## Underarter
Arten delas in i följande underarter:
- S. p. parvisepalum
- S. p. philippinensis